# ネーゲンボルン
ネーゲンボルン (ドイツ語: Negenborn) は、ドイツ連邦共和国ニーダーザクセン州ホルツミンデン郡に属す町村（以下、本項では便宜上「町」と記述する）であり、アーメルングスボルンおよび同名の修道院を含み、ザムトゲマインデ・ベーヴェルンを構成する自治体の一つである。

## 地理
ネーゲンボルンは、ブルクベルク、フォーグラー山地、オードフェルト台地に囲まれたホープタールの入り口にあたる盆地に位置している。隣接する自治体はゴルムバッハ、ホーレンベルク、やや離れてアルホルツェン、シュタットオルデンドルフ、ローバッハ（ベーヴェルンに属す集落）である。
フォルストバッハ川が町内で湧出し、北のブルクベルクを通ってベーヴェルン近郊の森の東でヴェーザー川に合流する。

## 歴史

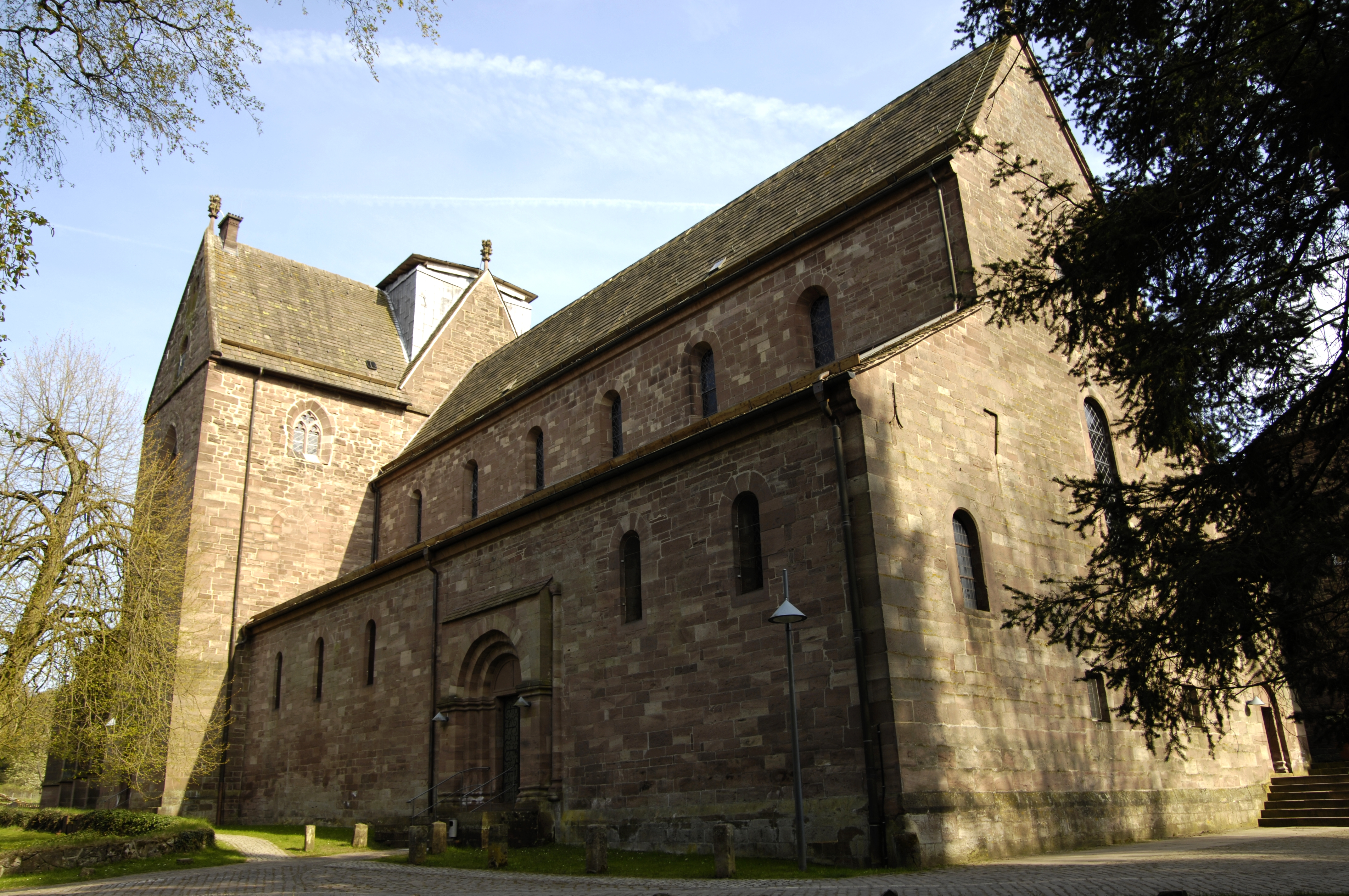
アーメルングスボルン修道院

ネーゲンボルン (Negenborn) という地名は、元々 Nighunburni と表記されており（908年頃）、「9つの泉」を意味していた。これは集落内に9つの水源があったことに由来する。
15世紀にネーゲンボルンは盗賊騎士の襲撃で荒廃し、1490年に修道院に再興が託された。
ネーゲンボルンは古い軍事・通商路沿いに面していた。この街道はヴェストファーレンからヘクスターやシュタットオルデンドルフを経由して、ガンダースハイムにまで通じており、アーメルングスボルン修道院とエッシャースハウゼンとを結ぶ道路であった。
1878年に男声合唱団、1910年に射撃クラブが創設された。両サークルは現在も存続しており、1979年に設立されたネーゲンボルナー・フェライン作業共同体に属している。1927年に設立されたサッカークラブ VfBネーゲンボルンは、近隣のクラブとともに JSG フォルストバッハータール競技会を形成している。

## 宗教
ネーゲンボルンの住民の 82 % がプロテスタント、5 % がカトリック、13 % がその他の宗教または無信仰である。

## 行政

### 議会
ネーゲンボルンの町議会は、9議席からなる。

### 首長
マルセル・アーレンス (SPD)

## 経済と社会資本

### 交通
ネーゲンボルンは連邦道B64号線および州道580号線沿いに位置する。2001年からはバイパス計画が開始されている。

### 教育
一般教養のための学校として、フォルストバッハータール基礎課程学校がある。

### 重要な企業
- W. Kiene GmbH & Co KG、高所・深所建設作業
- Negenborner Dachdecker GmbH、屋根葺き
- Ruhr Elektrotechnik、電子技術
- Willi Sparkuhle、ガソリンスタンド、自動車修理工場

## 引用
1. ↑  Landesamt für Statistik Niedersachsen, LSN-Online Regionaldatenbank, Tabelle A100001G: Fortschreibung des Bevölkerungsstandes, Stand 31. Dezember 2023